# Pseudocandona
Pseudocandona is een geslacht van kreeftachtigen uit de klasse van de Ostracoda (mosselkreeftjes).

## Soorten
- Pseudocandona agostinhoi Higuti & Martens, 2014
- Pseudocandona cillisi Higuti & Martens, 2014
- Pseudocandona claudinae Higuti & Martens, 2014